# Purpurtofsad turako
Purpurtofsad turako (Gallirex porphyreolophus) är en fågel i familjen turakor inom ordningen turakofåglar.

## Utseende och läte
Purpurtofsad turako är en stor och tung fågel, mångfärgad i lila, blått, grönt och olivgrönt med rosa anstrykning. I flykten syns djupröda vingpaneler. Liknande gulmaskad turako är mörkare med röd tofs och gult ansikte. Lätet är ett kväkande "khoh-khoh-khoh-khoh..." som ökar i ljudstyrka för att plötsligt stanna av.

## Utbredning och systematik
Purpurtofsad turako delas in i två underarter med följande utbredning:
- chlorochlamys – förekommer i sydöstra Kenya, sydvästra Uganda, Tanzania och norra Moçambique
- porphyreolophus – förekommer från Zimbabwe och centrala Moçambique (söder om Zambezifloden) till nordöstra Sydafrika (söderut till KwaZulu-Natal)

### Släktestillhörighet
Arten placeras traditionellt i Tauraco, men genetiska studier visar att den är systerart till ruwenzoriturako (Ruwenzorornis johnstoni). De har därför flyttats till ett och samma släkte, där Gallirex har prioritet.

## Levnadssätt
Purpurtofsad turako hittas i flodnära skogar och savannbuskage. Där klättrar den akrobatiskt genom grenverken.

## Status och hot
Arten har ett stort utbredningsområde, men tros minska i antal, dock inte tillräckligt kraftigt för att den ska betraktas som hotad. Internationella naturvårdsunionen IUCN listar arten som livskraftig (LC).